# Raúl González (atleet)
Raúl González Rodríguez (China (Nuevo León), 29 februari 1952) is een Mexicaans atleet, die zich had toegelegd op het snelwandelen. Hij werd olympisch kampioen in deze discipline.

## Loopbaan
González nam viermaal deel aan de Olympische Zomerspelen en won bij zijn vierde deelname de gouden medaille op de 50 kilometer en de zilveren medaille op de 20 kilometer. In 1978 liep González tweemaal een wereldrecord op de 50 kilometer.

## Persoonlijke records
| Onderdeel          | Prestatie | Datum        | Plaats    |
| ------------------ | --------- | ------------ | --------- |
| 20 km snelwandelen | 1:21.49   | 1984         |           |
| 50 km snelwandelen | 3:41.20   | 11 juni 1978 | Poděbrady |

## Titels
- Pan-Amerikaans kampioen 50 km snelwandelen - 1979, 1983
- Olympisch kampioen 50 km snelwandelen - 1984

## Palmares

### 20 km snelwandelen
- 1976: 5e OS - 1:28.18
- 1980: 6e OS - 1:27.48
- 1979:  PAG - 1:28.12
- 1984:  OS - 1:23.20

### 50 km snelwandelen
- 1972: 20e OS - 4:26.13
- 1979:  PAG- 4:05.17
- 1980: uitgevallen OS
- 1983:  PAG - 4:00.45
- 1983: 5e WK 3:53.51
- 1984:  OS - 3:47.26
- 1987:  PAG - 4:07.27
- 1987: 11e WK 3:53.30

1932: Thomas Green ·
1936: Harold Whitlock ·
1948: John Ljunggren ·
1952: Pino Dordoni ·
1956: Norman Read ·
1960: Don Thompson ·
1964: Abdon Pamich ·
1968: Christoph Höhne ·
1972: Bernd Kannenberg ·
1980: Hartwig Gauder ·
1984: Raúl González ·
1988: Vjatsjeslav Ivanenko ·
1992: Andrej Perlov ·
1996: Robert Korzeniowski ·
2000: Robert Korzeniowski ·
2004: Robert Korzeniowski ·
2008: Alex Schwazer ·
2012: Jared Tallent ·
2016: Matej Tóth ·
2020: Dawid Tomala
- World Athletics: 14343474
- Library of Congress Control Number: n91125743
- Virtual International Authority File: 58265855
- WorldCat: E39PBJfGTMryJWMDvWKy47TT73